# Funariaceae
Die Funariaceae sind eine Familie der Laubmoose (Bryophyta) und umfassen rund 250 weltweit vorkommende Arten.

## Merkmale
Die Moose sind in der Regel sehr klein bis mittelgroß und wachsen einjährig oder in kleinen Kissen auf der Erde. Sie sind akrokarp und haben meist große Zentralstränge. Das Protonema ist kurzlebig. Die Laubblätter sind eiförmig bis lanzettlich. Die Laminazellen sind groß, locker und glatt und rechteckig bis sechseckig. Die Seta ist meist langgestreckt, grade oder gebogen. Die eiförmigen bis elliptischen Kapseln sind eingesunken bis vorgestreckt, aufrecht oder gebogen, symmetrisch bis stark asymmetrisch. Die Sporen sind von variabler Form, die Kalyptra ist groß, typischerweise gelappt und kappen- oder mitraförmig.

## Vorkommen
Die weltweit vorkommenden Funariaceae wachsen vorwiegend an nährstoffreichen Standorten, stets aber terrestrisch.

## Systematik
Die zur Ordnung der Funariales gehörende Familie besteht aus 15 Gattungen mit knapp 250 Arten, die in zwei Unterfamilien gegliedert werden:
- Unterfamilie Funarioideae, ~240 Arten, weltweit
  - Aphanorrhegma, 1 Art, östliches Nordamerika
    - Aphanorrhegma serratum

  - Brachymeniopsis, 1 Art, China
    - Brachymeniopsis gymnostoma

  - Bryobeckettia, 1 Art, Neuseeland
    - Bryobeckettia bartlettii

  - Clavitheca, 1 Art, Himalaya
    - Clavitheca poeltii

  - Cygnicollum, 1 Art, Südafrika
    - Cygnicollum immersum

  - Entosthodon, 85 Arten, weltweit
  - Funaria, 80 Arten, weltweit
    - Funaria hygrometrica

  - Funariella, 1 Art, mediterranes Europa, Makaronesien
    - Funariella curviseta

  - Loiseaubryum, 1 Art, tropisches Afrika, Indien, Pakistan
    - Loiseaubryum nutans

  - Nanomitriella, 1 Art, Birma
    - Nanomitriella ciliata

  - Physcomitrella, 2 Arten, Nordamerika, Europa, tropisches Afrika, Asien, Australasien
    - Physcomitrella patens

  - Physcomitrellopsis, 1 Art, Südafrika
    - Physcomitrellopsis africana

  - Physcomitrium, 65 Arten, annähernd kosmopolitisch
    - Physcomitrium pyriforme

  - Steppomitra, 1 Art, Iran
    - Steppomitra hadacii

- Unterfamilie Pyramiduloideae
  - Goniomitrium, 4 Arten, Spanien, Makaronesien, Südafrika und Australasien
  - Pyramidula, 1 Art, Europa, Nordafrika, Israel

## Nachweise
1. 1 2 3  Wolfgang Frey, Michael Stech, Eberhard Fischer: Bryophytes and Seedless Vascular Plants (= Syllabus of Plant Families. 3). 13th edition. Borntraeger, Berlin u. a. 2009, ISBN 978-3-443-01063-8, S. 150–153.